# Здания Сената и Синода
Зда́ния Сена́та и Сино́да — здания на Сенатской площади в Санкт-Петербурге, памятник архитектуры. Возведены в 1829—1834 годах в стиле позднего классицизма, или русского ампира. Соединены триумфальной аркой, перекинутой над Галерной улицей. Первоначально были построены для двух государственных органов управления Российской империи: Сената и Святейшего Правительствующего Синода. Последний крупный проект архитектора Карла Росси.
С 1925 до 2006 года в помещениях находился Российский государственный исторический архив. В одном крыле здания с мая 2008 года размещаются основные подразделения Конституционного Суда Российской Федерации. В другом крыле здания с мая 2009 размещается Президентская библиотека имени Б. Н. Ельцина.

## Предыстория
Сенат и Синод первоначально располагались в здании Двенадцати коллегий.
Первой постройкой на месте нынешних зданий Сената и Синода стоял фахверковый дом светлейшего князя Меншикова. После его опалы дом на набережной Невы перешёл в собственность вице-канцлера Андрея Остермана, а в 1744 году был пожалован Елизаветой Петровной канцлеру Алексею Бестужеву-Рюмину, для которого возвели постройку в стиле барокко.
В 1763 году, после восшествия на престол Екатерины II, дом Бестужева-Рюмина перешёл в казну, и в это здание, перестроенное архитектором Александром Вистом, переехал Сенат. В 1780—1790-х годах барочный дом Бестужева-Рюмина был снова перестроен, и его фасады получили новую архитектурную обработку, типичную для русского классицизма.
Имя автора проекта перестройки здания остаётся неизвестным. Судя по сохранившемуся в собрании музея Академии художеств чертежу западного фасада здания, проект был разработан архитектором Иваном Старовым.
На месте нынешнего здания Синода (которое располагается дальше от Невы относительно здания Сената, за Галерной улицей) в XVIII веке находился дом купчихи Кусовниковой .

## История постройки

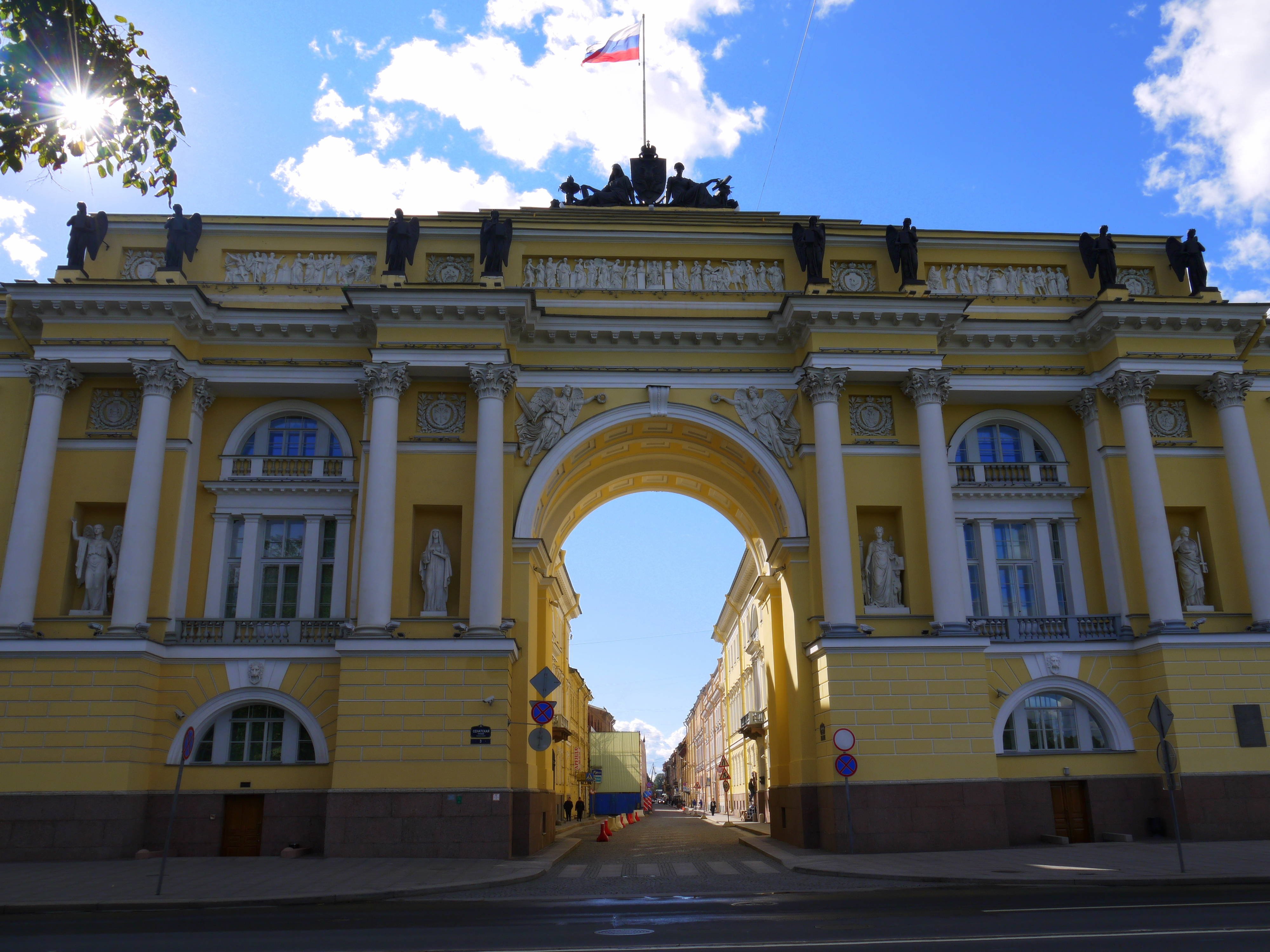
Арка, соединяющая Сенат и Синод. За ней — Галерная улица

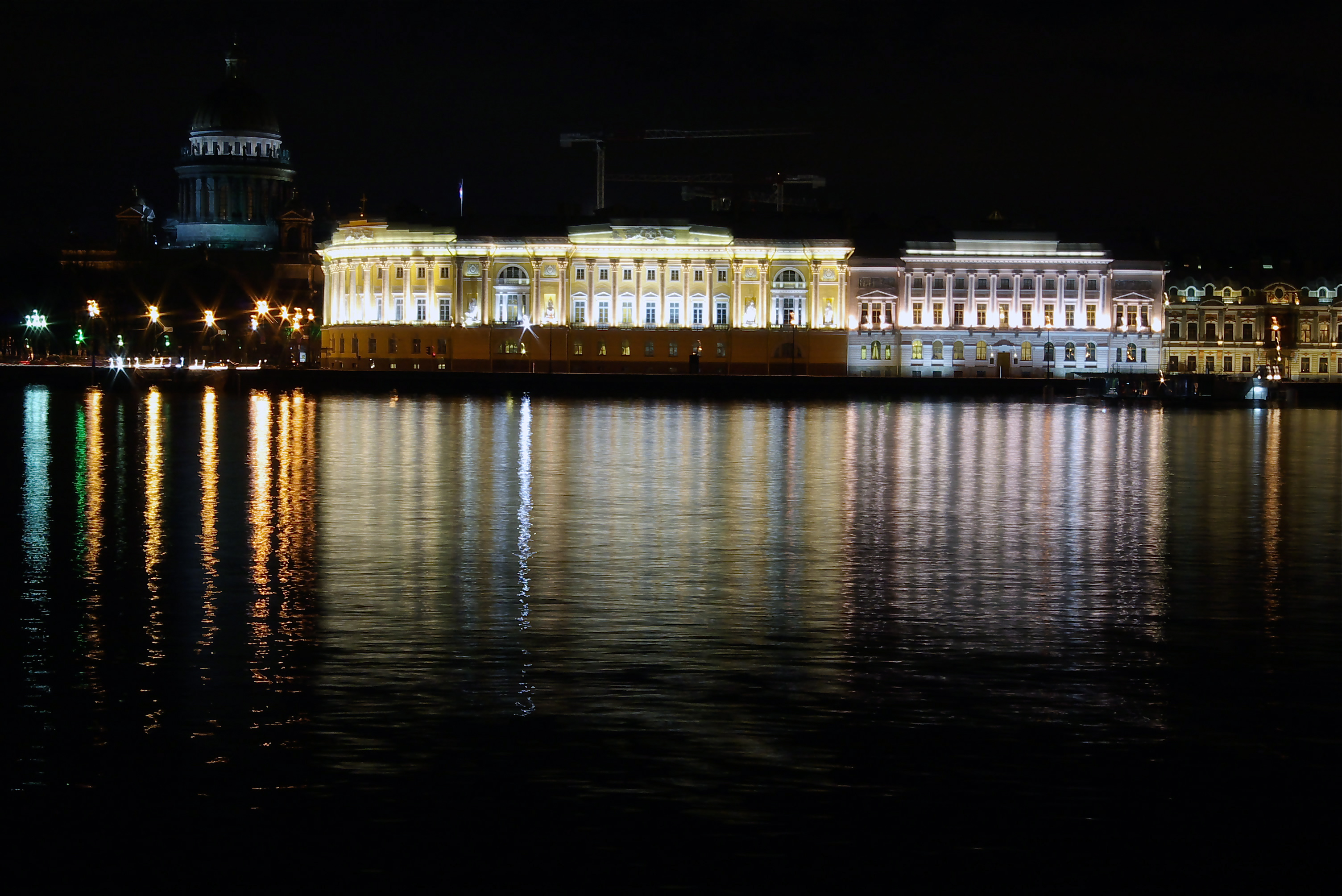
Ночная подсветка. Вид с Васильевского острова.

С возведением Адмиралтейства в 1806—1823 годах прежние постройки уже не соответствовали новому облику Сенатской площади. Возникла необходимость в реконструкции, и был объявлен конкурс на разработку проекта новых зданий Сената и Синода.
24 августа 1829 было заложено здание Сената; в 1830 — здания Синода. Завершено строительством в 1834 году. Строительство велось под руководством архитектора Александра Штауберта по проекту Карла Росси.

## Новейшая история и современное использование
В декабре 2005 года Законодательное собрание Санкт-Петербурга выдвинуло предложение использовать здания Сената и Синода для размещения «институтов высшей судебной власти или создание музея»; первоначально идея была высказана председателем Совета Федерации Сергеем Мироновым на совещании по государственной поддержке метростроения в начале октября того же года. 22 марта 2006 года Государственная дума Российской Федерации приняла в первом чтении законопроект о переводе Конституционного суда из Москвы в Санкт-Петербург, поддержав законодательную инициативу Заксобрания. 27 мая 2008 года в здании Сената и Синода прошло первое заседание Конституционного суда.
В мае 2008 года был обнародован проект реконструкции бывшего здания Синода для размещения в нём президентской библиотеки имени Бориса Ельцина; в рамках проекта в библиотеке предусматривалось возможное размещение патриарших покоев и апартаментов главы государства с отдельными входами в воссоздаваемый зал «общего присутствия» — для встреч светской и духовной власти. 27 мая 2009 года библиотека была открыта; в здании размещены кабинет патриарха и представительская зона (кабинет и приёмная) президента России. В тот же день Патриарх Кирилл совершил малое освящение восстановленного домового храма Святых отцов семи Вселенских Соборов и председательствовал на сессии Священного Синода Русской Православной Церкви — впервые в здании Синода (Святейший Синод в синодальную эпоху был государственным органом).

Детали лепного декора
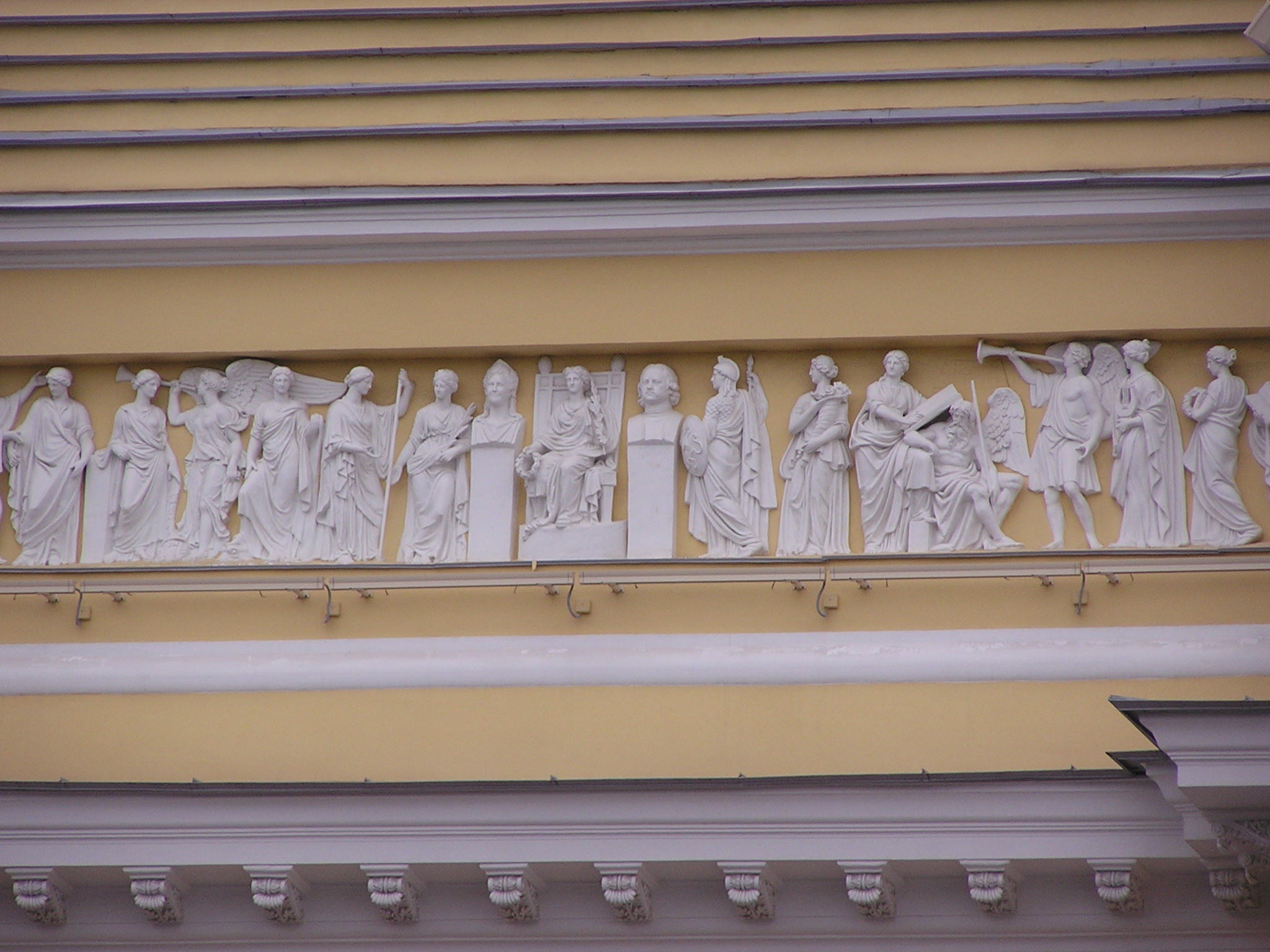
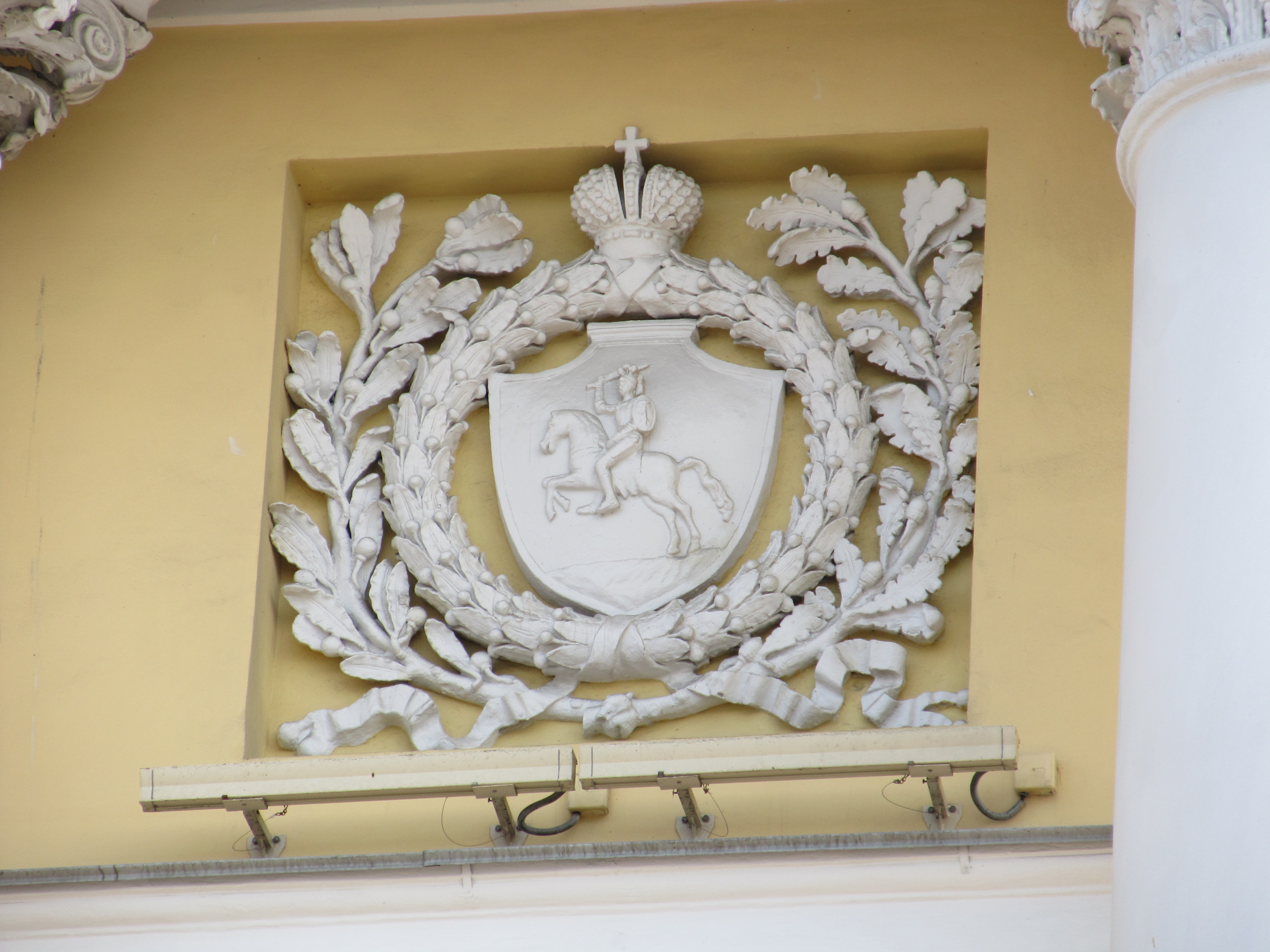
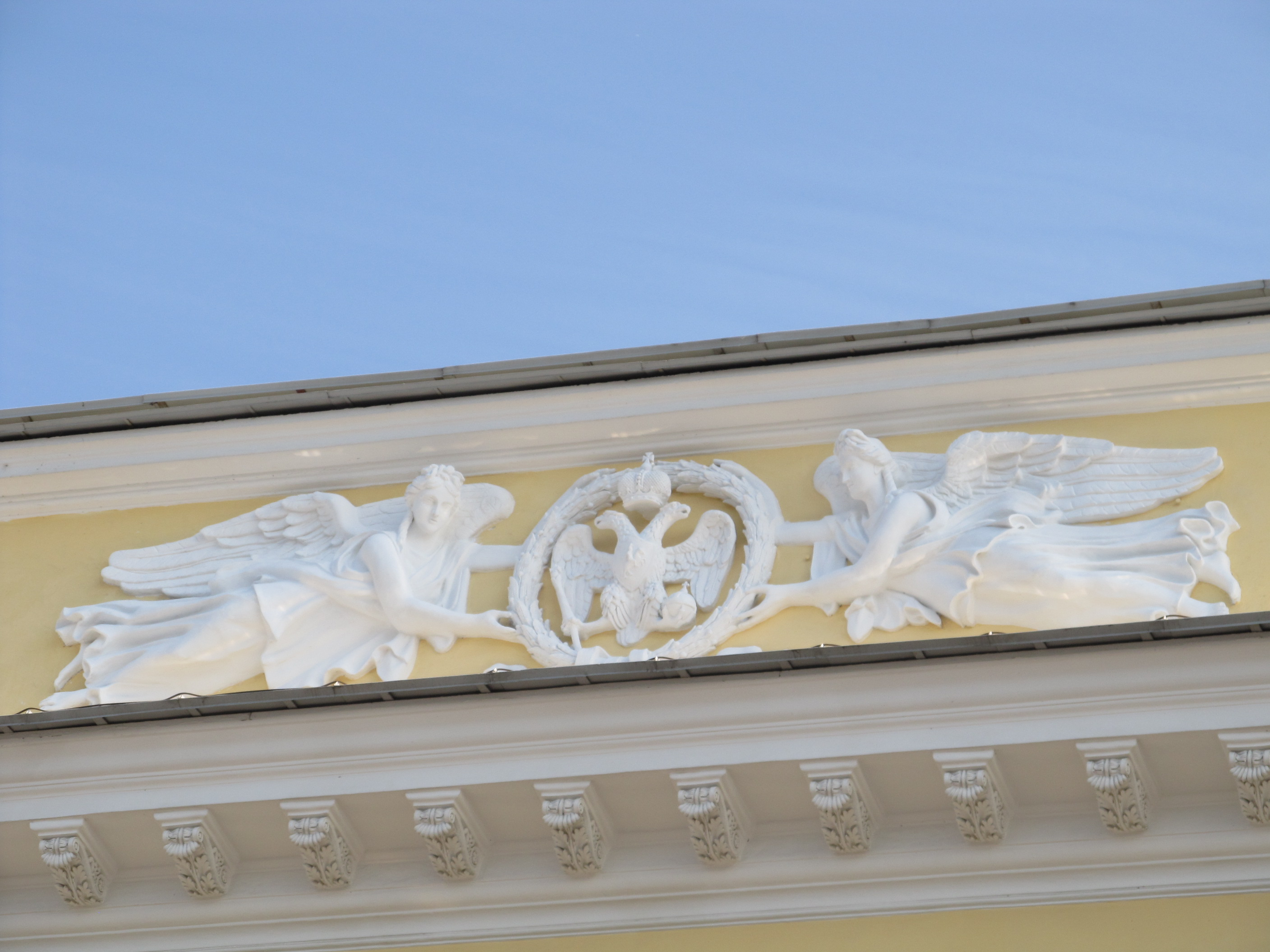
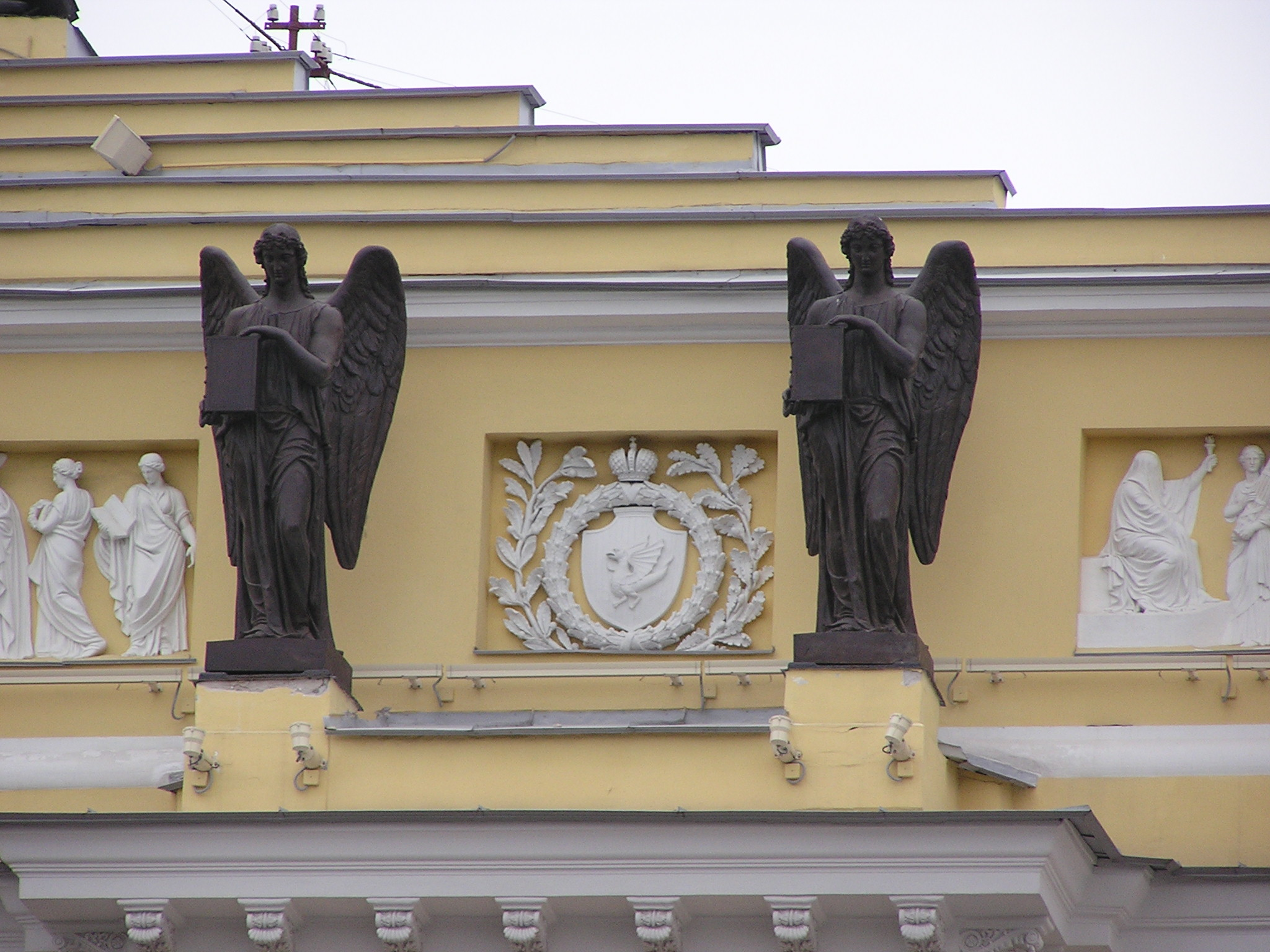